# FC Yassi Shymkent
El Yassi Shymkent (en kazajo: Яссы футбол клубы, Iassy Fýtbol Klýby) fue un equipo de fútbol de Kazajistán que jugó en la Super Liga de Kazajistán, la primera división de fútbol del país.

## Historia
Fue fundado en el año 1990 en la ciudad de Turkestan con el nombre Montazhnik y ese mismo año debutaron en la Liga Soviética de Kazajistán en la que terminaron en séptimo lugar. En la siguiente temporada en club terminó en el lugar 12, la que fue su última aparición dentro del fútbol ruso.
Tras la disolución de la Unión Soviética y la independencia de Kazajistán en 1991 se convirtieron en uno de los equipos fundadores de la Super Liga de Kazajistán en 1992 donde terminaron en el lugar 18 entre 24 equipos. En 1993 el club cambia su nombre por el de Yassi, terminando en el lugar 16 entre 25 equipos.
En 1994 el club desciende de la primera categoría al finalizar en el lugar 15 entre 16 equipos. En 2004 el club se muda al suburbio de Sayram en Shymkent luego de que un año antes lograra el título de la Primera División de Kazajistán y regresara a la Super Liga de Kazajistán tras diez años de ausencia.
Luego de finalizar la temporada 2004 el club es relegado a la segunda división por problemas financieros, y tras ocho jornadas el club abandona la liga y desaparece.

## Palmarés
- Primera División de Kazajistán: 1

2003